# Sutrio
Sutrio là một đô thị ở tỉnh Udine trong vùng Friuli-Venezia Giulia thuộc Ý, có cự ly khoảng 120 km về phía tây bắc của Trieste và khoảng 60 km về phía tây bắc của Udine. Tại thời điểm ngày 31 tháng 12 năm 2004, đô thị này có dân số 1.392 người và diện tích là 21,1 km².
Đô thị Sutrio có các frazioni (đơn vị cấp dưới, chủ yếu là các làng) Nojaris and Priola.
Sutrio giáp các đô thị: Arta Terme, Cercivento, Lauco, Ovaro, Paluzza, Ravascletto, Zuglio.